# Lucy Campbell
Lucy Campbell, auch Müller-Campbell, Herbert-Campbell (* 1. Mai 1873 in Lexington, Kentucky, USA; † 31. Mai 1944 in Wien, Österreich) war eine Cellistin und Kammermusikerin des 19. Jahrhunderts, die u. a. mit dem Streichquartett-Ensemble von Marie Soldat-Röger und besonders in den 1880er Jahren und 1890er Jahren durch ganz Europa tourte.

## Leben
Lucy Campbell studierte von 1883 bis 1886 Violoncello an der Königlichen Hochschule für Musik in Berlin bei Robert Hausmann. 1888 und 1890 erhielt sie das Felix-Mendelssohn-Bartholdy-Staatstipendium, womit sie ihr Studium wahrscheinlich fortsetzen konnte. 1889 kam sie bei der Berliner Konzertagentur Hermann Wolff unter Vertrag.

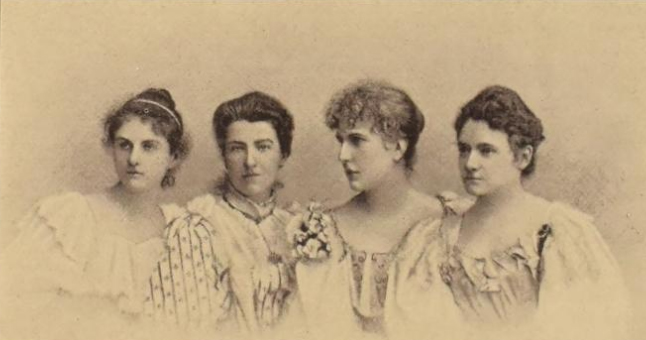
Das Soldat-Röger-Quartett (Quelle: A. Ehrlich. Das Streich-Quartett in Wort und Bild. Leipzig 1898, S. 25.) v.l.: Elly Finger-Bailletti, Natalie Lechner-Bauer, Lucy Campbell, Marie Soldat-Röger

In der Konzertsaison 1888/89 war Lucy Campbell Mitglied des Streichquartetts von Soldat-Röger (1. Violine) neben Agnes Tschetschulin (2. Violine) und Gabriele Roy (Viola) sowie in dem zweiten von Soldat-Röger begründeten Quartett ab 1894 zusammen mit Elly Finger-Bailetti (2. Violine; ab 1898 ersetzt durch Elsa von Plank) und Natalie Bauer-Lechner (Viola). Zu dem Repertoire des Quartettes gehörten u. a. Werke von Joseph Haydn, Ludwig van Beethoven, Carl Maria von Weber, Felix Mendelssohn Bartholdy und Johannes Brahms. Das Quartett tourte, auch zusammen mit weiteren Künstlern, durch ganz Europa in Österreich, Deutschland, Frankreich, Belgien, Italien und England. Bei einigen Auftritten mit dem Quartett trat Lucy Campbell auch solistisch hervor.

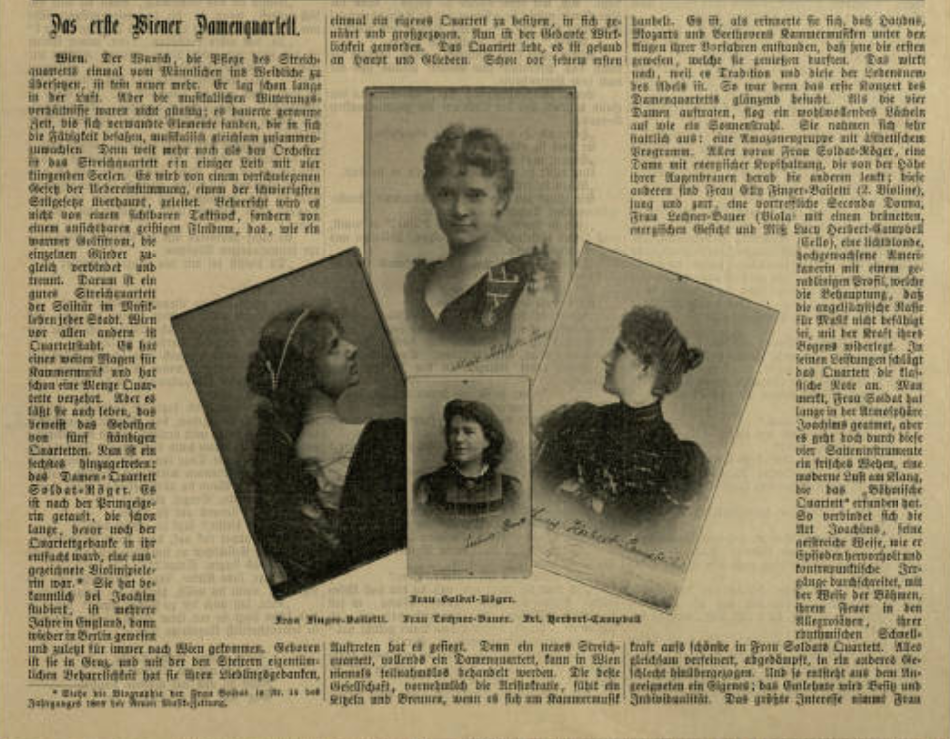
Soldat-Röger-Quartett in der Neuen Musik-Zeitung 16. Jg., 1895, S. 101

Eine Konzertrezension von 1890 lobte das Spiel der Cellistin folgendermaßen: „Am meisten gefiel uns die jugendliche Violoncellspielerin Frl. Lucy Campbell, die in der musterhaft schönen Ausführung zweier Sätze des Emoll-Concertes von Lindner, der Schumann'schen ,Träumerei' und einer Mazurka von Popper eine souveräne Beherrschung ihres Instruments, einen vollen grossen Ton und eine geschmackvolle Vortragsweise bekundete.“
Die Cellistin lebte ab den 1890ern in Wien, wo sie 1901 einen Wiener Notar heiratete und daraufhin den Doppelnamen Müller-Campbell bzw. Campbell-Müller führte. Das Paar hatte eine Tochter Almuth, die den Wiener Industriellen Fritz von Zsolnay heiratete.
Ende 1903 schied sie aus dem Streichquartett aus; der Cello-Part wurde von Leontine Gärtner übernommen. Sie trat in den folgenden Jahren aber noch in Wien gelegentlich auf.

## Widmungsgedicht
1942 verfasste der Schriftsteller Gerhart Hauptmann ein Gedicht zu Ehren Lucy Campbells:
„An Lucy Campbell // Im göttlichsten Quartett hast Du gesessen; / ich habe dich gehört und deine Saiten / in stiller klarer Kraft und Reinheit weiten / den Erdenraum, sonor: oh, unvergessen! // Dein Cello sang mit eines Cherubs Tönen, / bestimmt und doch von Jugend ganz erfüllet. / Du hast des Meisters Wünschen ganz gestillet / im Tönereich, wo alle sich versöhnen. // 2. März 1942“ (zit. nach Wenzel 2009)

## Familie
Lucy Campbells Schwester war die Berliner Violinistin Carreño Campbell.
Die Tochter von Lucy Campbell, Almuth geb. Müller-Campbell, heiratete den Wiener Industriellen Fritz von Zsolnay, ein Bruder des Verlegers Paul von Zsolnay. Paul von Zsolnay war mit der Tochter von Alma und Gustav Mahler, der Bildhauerin Anna Mahler verheiratet. Der Verleger führte in Wien einen Salon, bei dem auch Lucy Campbell anwesend war.